# Verdun (Vallotton)
Pour les articles homonymes, voir Verdun (homonymie).
Verdun est un tableau réalisé par le peintre franco-suisse Félix Vallotton en 1917. Cette huile sur toile est une peinture de bataille représentant la bataille de Verdun. Le musée de l'Armée, à Paris en fait l'acquisition en juillet 1976.
Cette œuvre a pour sous-titre Tableau de guerre interprété, projections colorées noires, bleues et rouges, terrains dévastés, nuées de gaz. Elle est une synthèse des impressions de guerre de Vallotton, une expérience picturale.

## Elaboration et histoire de l'œuvre

### Un peintre engagé
Trop âgé (49 ans) pour participer à la Grande Guerre, Vallotton est pourtant particulièrement touché par ce conflit dont il suit attentivement le déroulement. Il s'engage néanmoins comme artiste à représenter la guerre. Dès la fin de 1914, Vallotton prend part à la publication collective intitulée « La Grande Guerre par les artistes » en créant principalement des portraits. En 1916, l'artiste produit plusieurs estampes (notamment la série intitulée « C'est la guerre » en 1916). Puis, à partir de 1917, il se porte volontaire pour « une mission de peintre aux armées » : mission organisée par le Ministère de la Guerre et par le secrétariat aux Beaux-Arts, afin que des peintres de renom aillent sur le front et se rendent compte de la dureté des combats. Il s'agit aussi de préparer une exposition de peintures de paysages de guerre. En décembre 1917, Valloton publie un article, « Art et guerre », dans Les Écrits nouveaux, dans lequel il dresse un bilan de son expérience d’artiste missionné ; il évoque aussi la difficulté, voire l’impossibilité, de représenter la guerre.

### Création du tableauVerdunen 1917

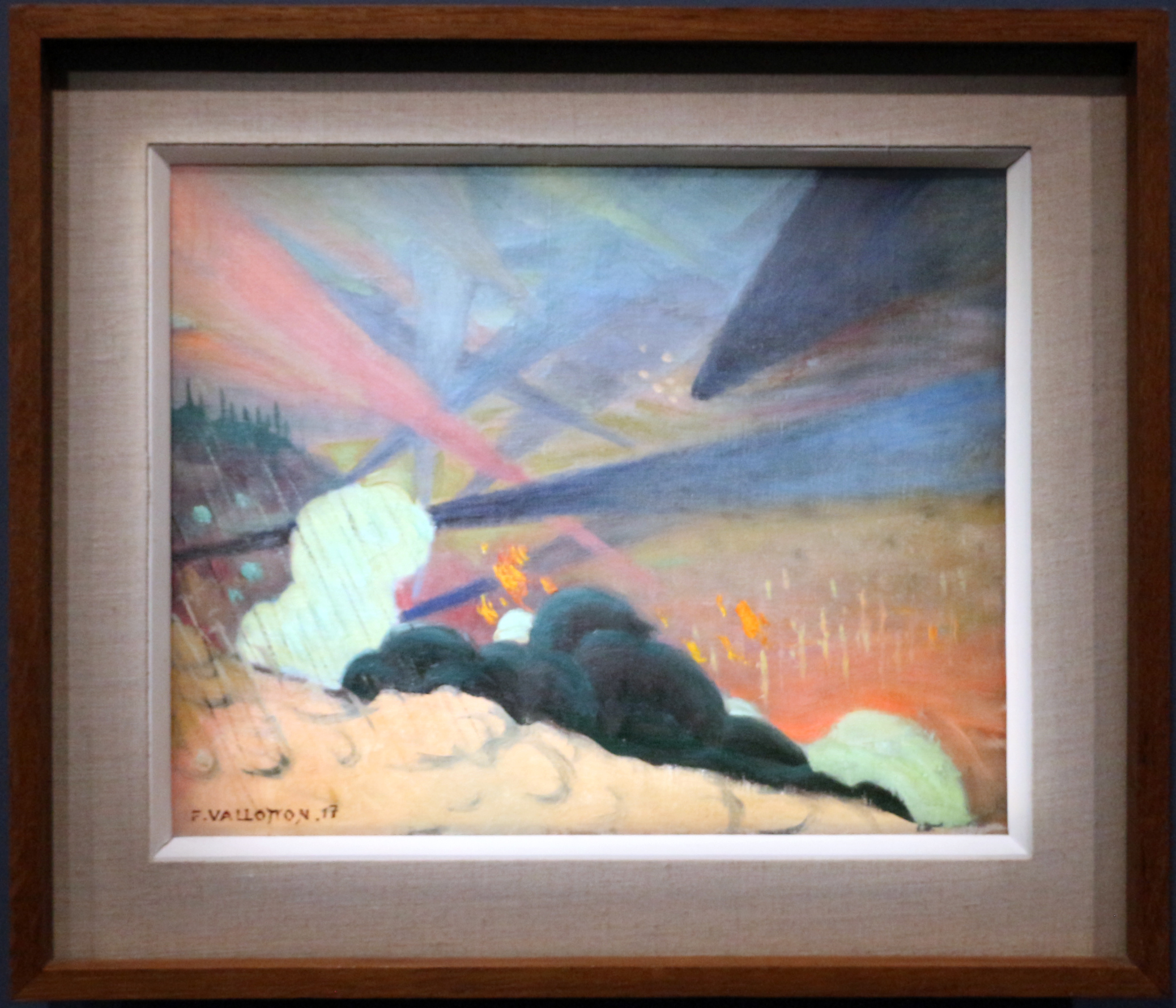
Félix Vallotton, Esquisse de Verdun, Musée d'Orsay, 1917

C’est à la suite de la mission en juin 1917 sur le front à l'est de la France, en Champagne et dans l'Argonne, que Vallotton peint Verdun, six mois après la fin de la bataille. Il n'est jamais passé par Verdun. Pendant plusieurs mois, le peintre s’est documenté et s’est imprégné de la bataille. C’est le fruit de sa réflexion et de sa méditation intérieure qu’il vient peindre sur cette toile. Au cours de son voyage de 18 jours, Vallotton écrit avec la précision le quotidien des conflits dans son journal et réalise des croquis à partir de ce qu’il voit. Dès qu'il est rentré dans son atelier d’Honfleur, il se met au travail et conçoit 10 tableaux représentant le front. Il s'inspire aussi de ses souvenirs personnels d'un bombardement nocturne aérien sur Paris au début de l'année 1915. Vallotton a vécu cet événement et se souvient des projecteurs de la défense anti-aérienne qui formaient des faisceaux lumineux dans le ciel.
A la fin de l'année 1917, le peintre commence une série de quatre très grandes toiles plus allégoriques parmi lesquelles figure Verdun. Vallotton prend d'abord soin de préparer son tableau avec une esquisse. Cette esquisse est actuellement conservée au musée d'Orsay. Il est rapidement exécuté entre le 10 et le 27 décembre 1917.

### Le tableau après 1917
Dès avril 1919, le journal des tranchées Le Crapouillot fait l'éloge du tableau. Vallotton n'a jamais voulu le vendre ; il n'est pas non plus entré dans des collections publiques avant 1976. Verdun fait longtemps partie de la collection des descendants de Félix Vallotton,. Puis il fait partie de la succession F. Vallotton - Madeleine Lecomte du Nouÿ. Le musée de l'Armée, à Paris en fait l'acquisition en juillet 1976 par l'action de Pierre Rosenberg. Son acquisition a fait l'objet de débats, et la toile n'est pas acquise par le musée d'art moderne de Paris. L'oeuvre est montrée dans une vingtaine d'expositions à partir des années 1990 : il a été redécouvert tardivement. En 2017, il est présenté au centre Pompidou de Metz. Du 25 mai 2023 au 28 avril 2024, le tableau est exposé pour la première fois à Verdun dans le cadre de l'exposition « Art / enfer ».

## Contexte historique

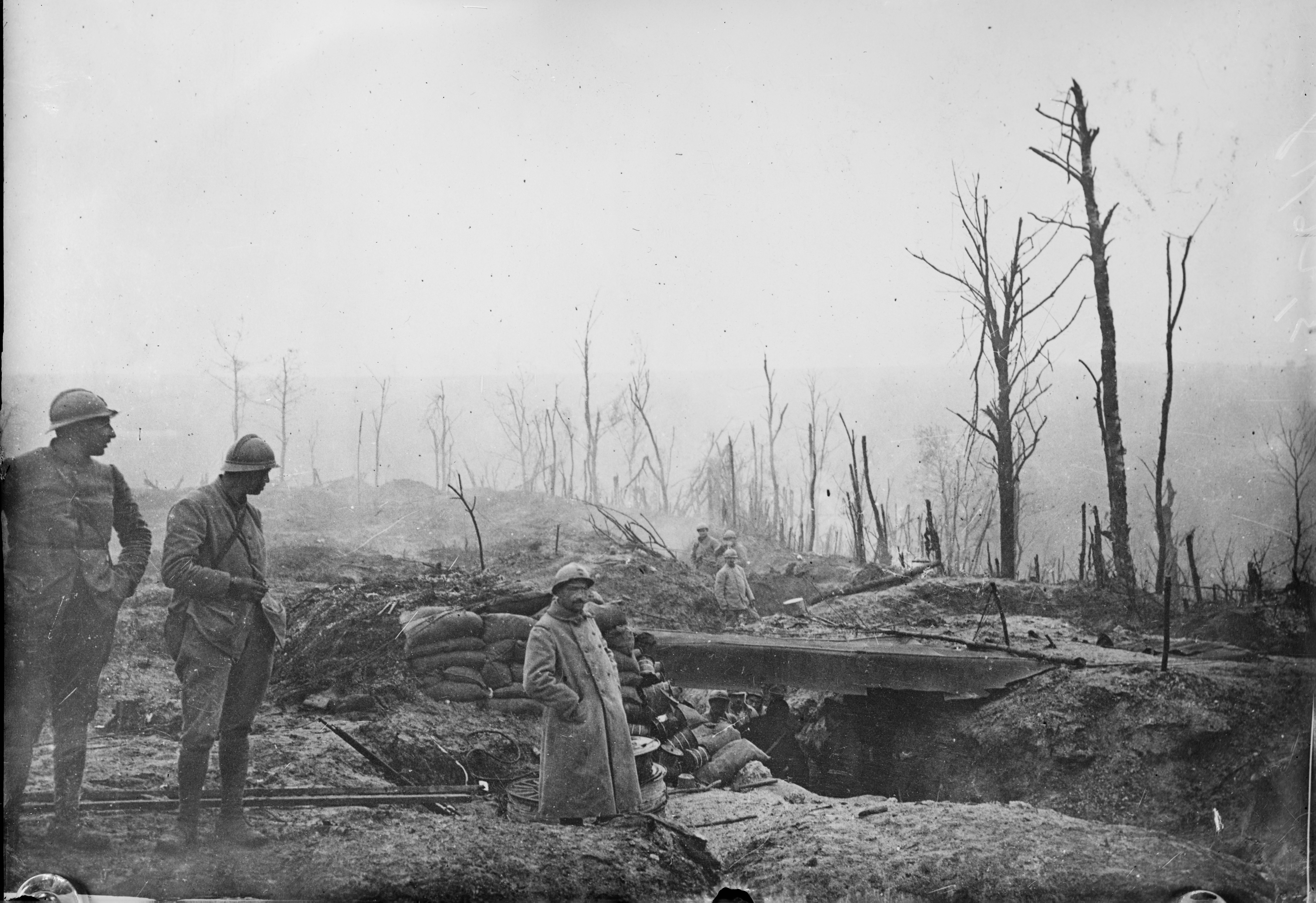
Une tranchée française à Verdun en 1916.

La bataille de Verdun (février-décembre 1916) est l'une des batailles les plus célèbres, les plus longues et les plus meurtrières de toute la Première Guerre mondiale. Elle a lieu en Lorraine et a opposé les armées françaises et allemandes.
Alors enlisée dans une guerre de position depuis dix-huit mois, l’armée allemande utilise son artillerie pour « saigner à blanc l’armée française ». La bataille de Verdun fait plus de 700 000 pertes (morts, disparus ou blessés).
L’attaque débute le 21 février 1916 à 7h15, dans un déluge de feu, de bombe et de gaz : le paysage devient lunaire, totalement pulvérisé. En seulement deux jours, 2 millions d’obus sont lancés sur un front de 20 km.

## Contexte artistique

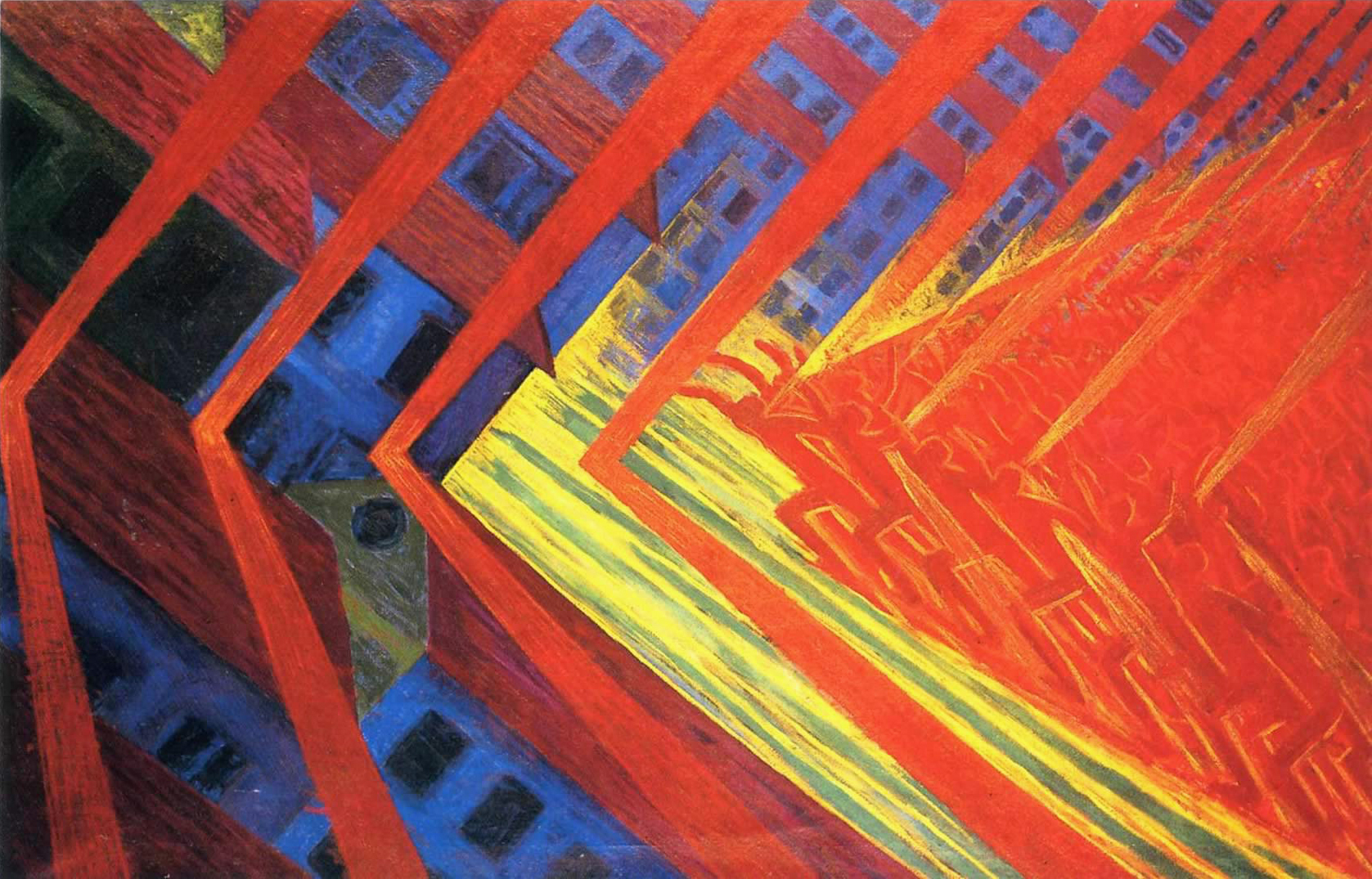
Une oeuvre futuriste : La Révolte, de Luigi Russolo (1911)

Les premières décennies du XXème siècle marquent un tournant majeur dans l'histoire des arts. La peinture d'avant-garde rompt avec les traditions artistiques du passé.
Félix Vallotton appartient au courant des Nabis né vers 1900 : en réaction à l'impressionnisme, les peintres nabis veulent libérer leur peinture des exigences du réalisme ; ils cherchent à ne garder que l'essentiel, à proposer une interprétation, à remplacer l'image par le symbole.
Pour Laurent Veray, le tableau Verdun de Félix Vallotton propose une interprétation cubo-futuriste et s'éloigne exceptionnellement du courant auquel il appartient : le mouvement nabi. Le futurisme est une peinture de la couleur qui représente généralement la vitesse, la machine, les métropoles modernes. Les formes sont fragmentées pour montrer des dynamiques.
Vallotton utilise les ressources du cubisme pour peindre des "forces". Le cubisme est un mouvement artistique du début du XXème siècle qui produit des œuvres représentant des objets analysés, décomposés et réassemblés en une composition, comme si l'artiste multipliait les différents points de vue. Elles partagent également une récurrence des formes géométriques et du thème de la modernité.

## Description et analyse

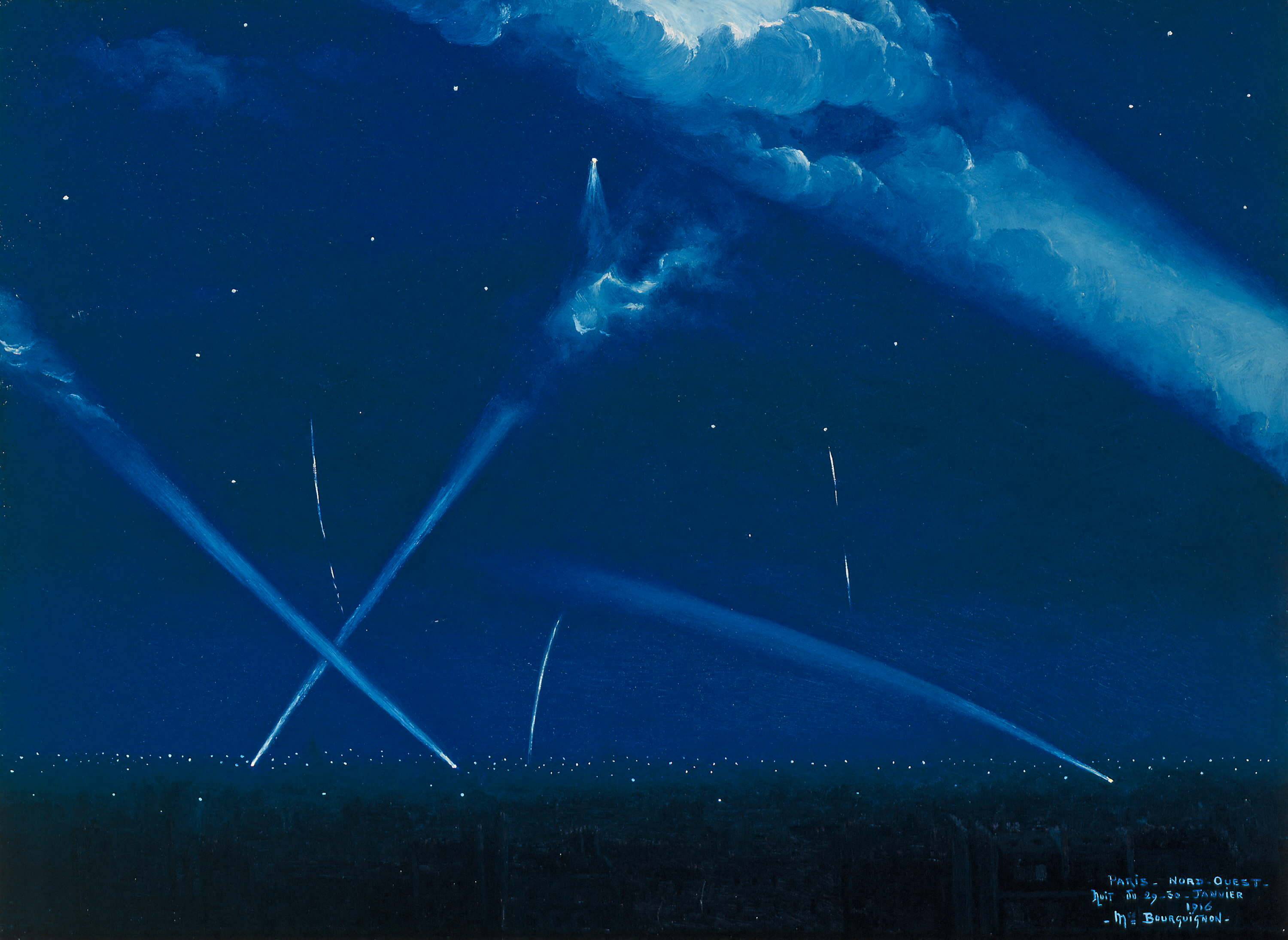
Le dernier raid des zeppelins, la nuit du 29 au 30 janvier 1916 par Maurice-Jean Bourguignon en 1916, musée Carnavalet.

Le tableau de Félix Vallotton montre un paysage dévasté par la violence des combats. Il est de dimensions moyennes (114 X 146 cm). Aucune indication ne permet de saisir l’échelle qu’il emploie : la scène est littéralement démesurée. La composition de l’œuvre s’organise autour des faisceaux lumineux qui se croisent au-dessus des nuages de gaz. Les courbes du relief naturel s'opposent à la linéarité géométrique des faisceaux. Les plans sont superposés, sans effet de perspective. Le danger semble venir de partout. Le nuage de fumée, très noire, très opaque, s'oppose à la transparence des faisceaux.
Au premier plan sur la gauche se trouve un sol en terre, détrempé par la pluie qui tombe en abondance. Celle-ci forme des filets d'eau qui ruisselle. Dans leurs lettres, les soldats de la Première Guerre mondiale se plaignent de l'humidité et de la boue dans les tranchées. La pluie ne semble s'abattre que sur la gauche du tableau : il pourrait aussi s'agir d'une pluie de balles. Au deuxième plan se forment des nuages de fumée noire et grise : il s'agit des gaz utilisés comme arme, de la manifestation des feux ou encore des nuées qui se dégagent des armes d'artillerie. A proximité du centre du tableau des rochers semblent être projetés en hauteur, comme si cette zone venait de subir une explosion. L'arrière-plan est occupé par des collines couverte de forêts tout à gauche, et d'arbres morts sur la droite. Les flammes apportent des touches jaunes et oranges et font penser à l'enfer.
Le ciel est parcouru par de nombreux faisceaux multicolores qui se croisent et se superposent, formant par endroit des triangles. Les faisceaux proviennent de différents endroits du deuxième et du troisième plan. Ils deviennent de plus en plus larges et de plus en plus transparents vers leur extrémité. La plupart des faisceaux sont bleus, un seul est rouge. Leur densité témoigne de la débauche des moyens engagés pour vaincre l'ennemi.
Dans son œuvre, Vallotton ne met en scène aucun soldat, une manière d’accentuer la déshumanisation de ce conflit et la place prépondérante des machines. Très rapidement ce tableau est jugé comme l’une des plus fortes représentations de la bataille, mais ironie de l’Histoire, Vallotton s’il a effectivement séjourné près du front, n’est jamais allé à Verdun. Aussi, aucun élément du tableau ne permet d'identifier le lieu représenté comme étant Verdun. Il s’agit ici d’un « tableau de guerre interprété » par opposition aux « paysages reportages » – les deux expressions sont de Félix Vallotton, qui ne fait que suggérer la bataille. Il ne montre pas les morts ni les réalités du conflit. Il ne met en avant aucun camp, ni celui des Français, ni celui des Allemands. Ainsi, Vallotton montre une métaphore de la guerre et met en avant le caractère universel de la guerre.

## Arts, ruptures, continuités: une nouvelle façon de représenter une bataille
Avec son tableau Verdun, Félix Vallotton propose une nouvelle manière de représenter la guerre. Souvent comparée au futurisme, l’œuvre de Vallotton se démarque des peintures militaires dites traditionnelles. Les formes abstraites, les couleurs vives et l’absence de repère donne une impression d’apocalypse à l’œuvre : « D’ores et déjà je ne crois plus aux croquis saignants, à la peinture véridique, aux choses vues ni même vécues ». D’après Vallotton, aucune forme connue ne peut représenter la violence et l’horreur des combats.

Les scènes de bataille sont des sujets fréquents de la peinture historique et il existe de nombreux tableaux montrant des champs de bataille : au XIXe siècle, les peintures de bataille mettent en scène des armées composées de nombreux soldats. Ces peintures mettent également en valeur le chef, souvent à des fins de propagande : c'est le cas des tableaux représentant des batailles napoléoniennes. Les peintres avaient pour but de rendre compte des instants décisifs du combat. De nombreuses peintures de bataille sont exposées à Versailles dans la galerie des batailles. Souvent de taille imposante, ces toiles exaltent le sentiment patriotique et la grandeur de la France. Dans la plupart des cas, les peintures de bataille sont créées par des artistes qui étaient eux-mêmes absents des lieux représentés. Elles utilisent un style allégorique ou bien cherchent le réalisme, avec le souci du détail, voire du pittoresque.

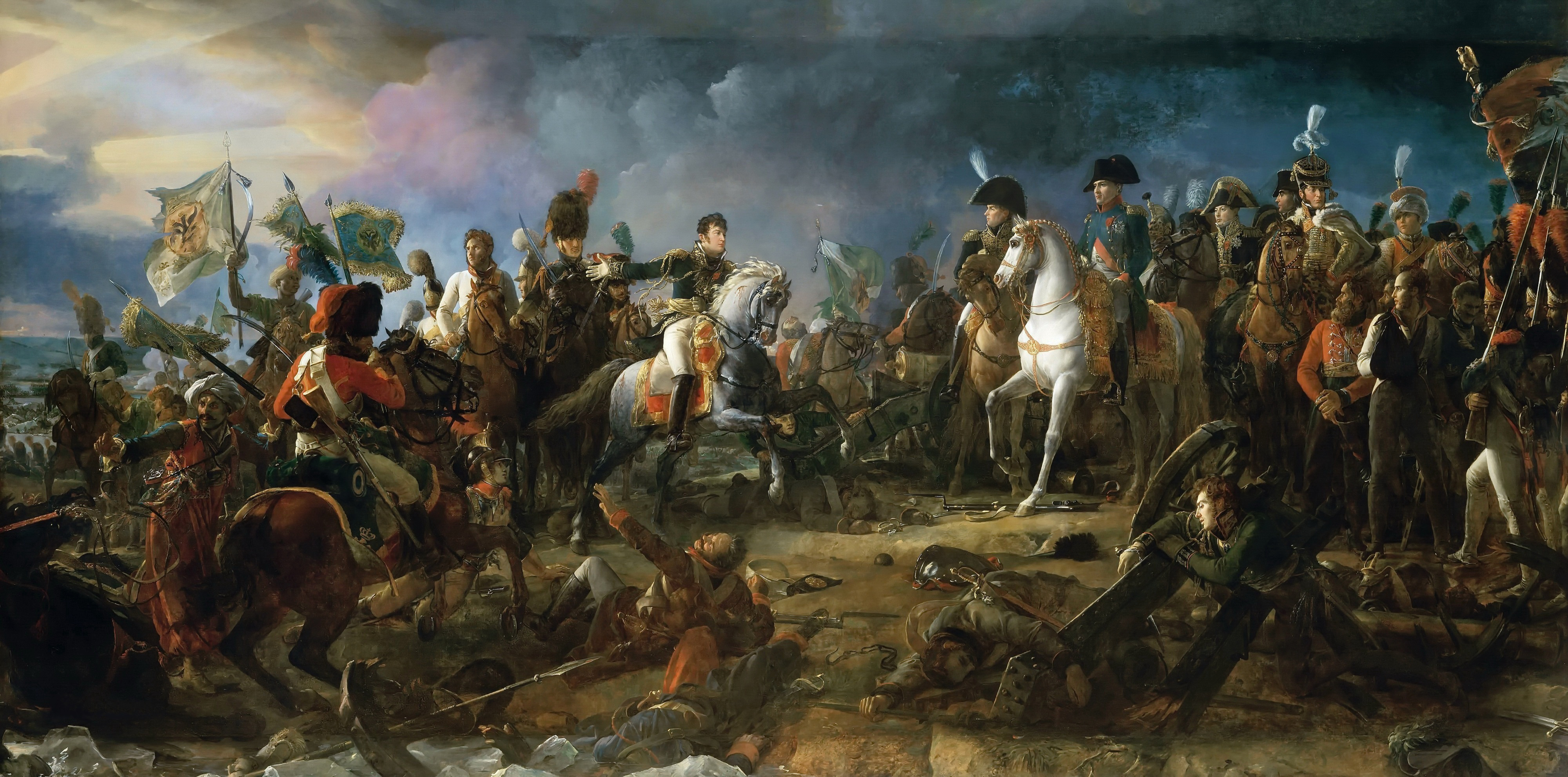
François Gérard, La bataille d'Austerlitz. 2 décembre 1805, 1810, Musée de Trianon, Versailles.
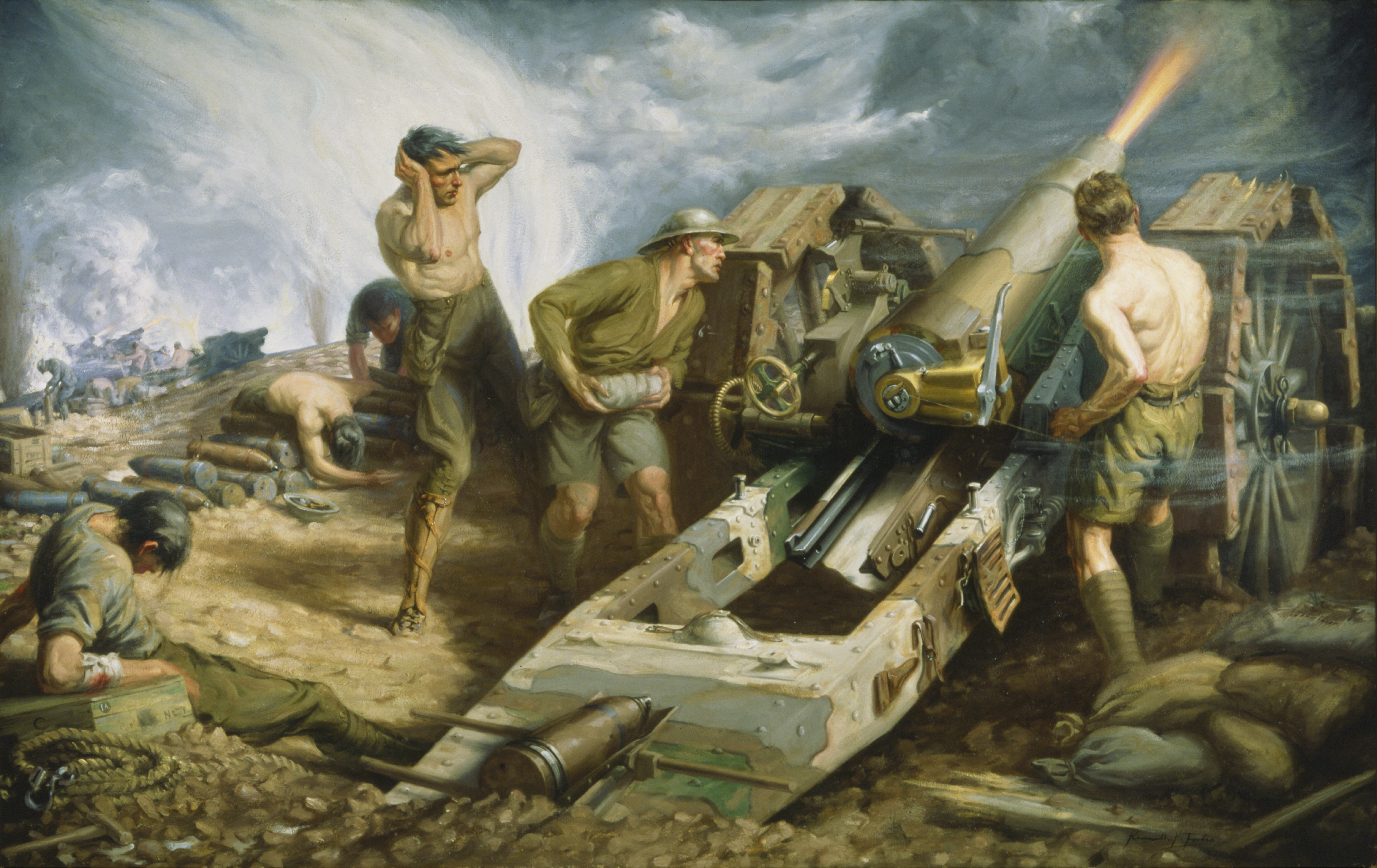
Kenneth Forbes, Canadian Artillery in Action, 1918, Musée canadien de la guerre.
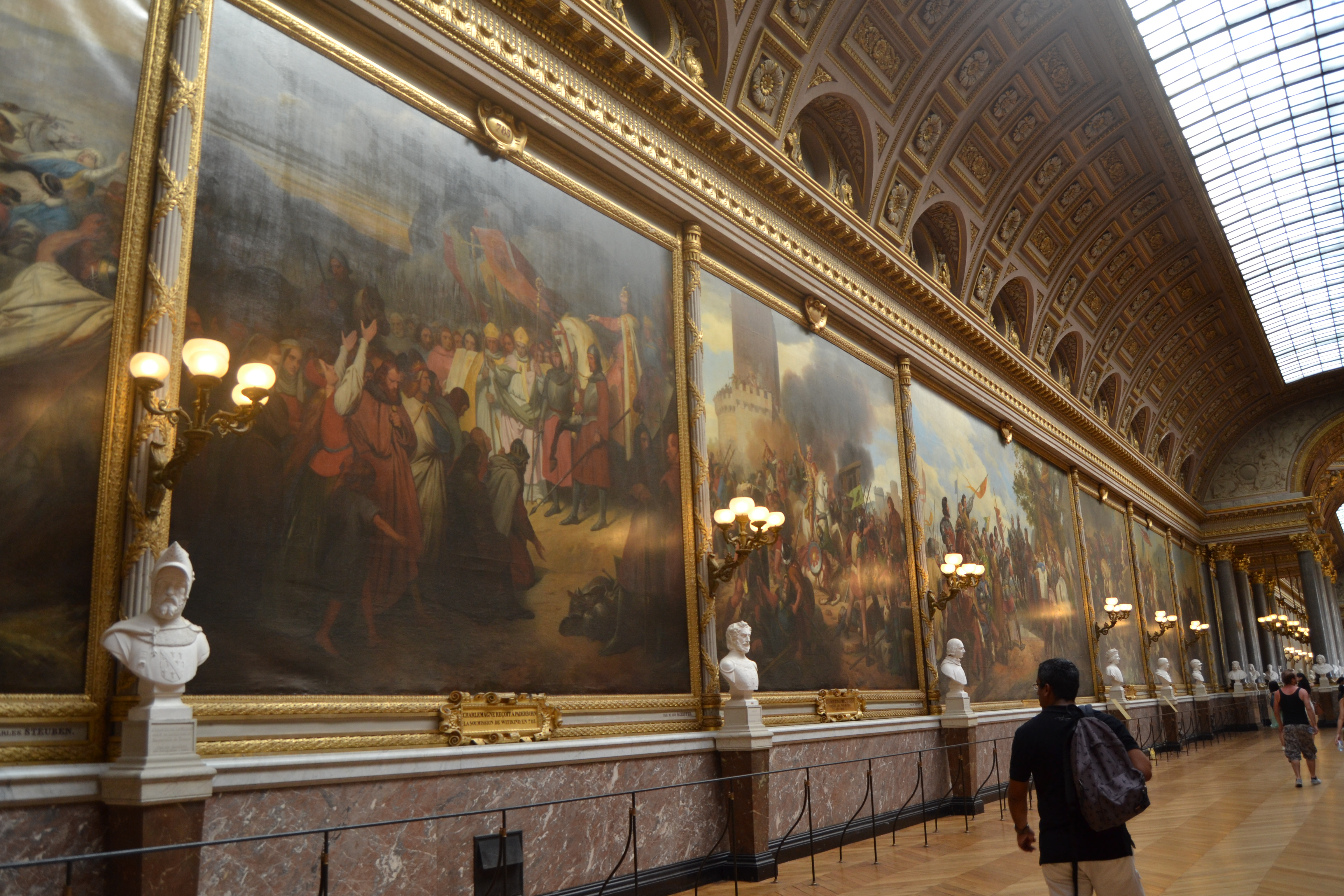
La galerie des Batailles, Château de Versailles.

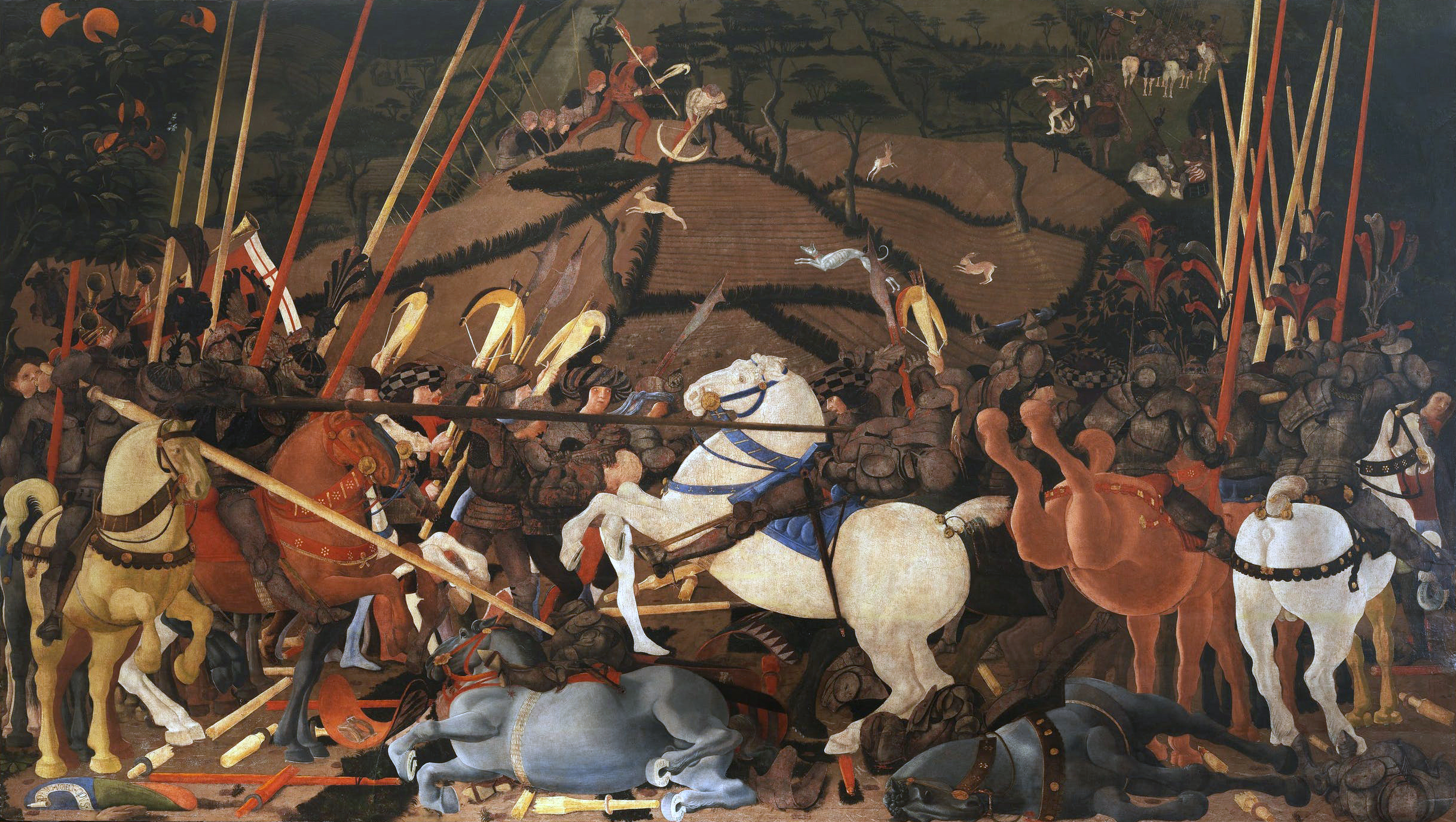
Paolo Ucello, La Bataille de San Romano, Florence.

Félix Vallotton rompt avec la tradition et propose une représentation moderne de la guerre. Ainsi, il choisit de réaliser une oeuvre presqu'abstraite,. L'espace évoqué est parcouru de lignes géométriques qui le structurent fortement. Les couleurs des faisceaux ne sont pas réalistes. Les faisceaux renvoient au style futuriste. Ainsi, Verdun marque une rupture dans le travail artistique de Vallotton, qui n'aura par ailleurs aucune postérité dans l'oeuvre du peintre. On ne voit ni soldats, ni chef militaire, ni armement. La Première Guerre mondiale donne lieu à une production importante de photographies, et c'est même le premier conflit à être filmé : les artistes, parmi lesquels Félix Vallotton, inventent une nouvelle façon de rendre compte de la réalité.
Félix Vallotton n'est pas le seul peintre de son époque à proposer une représentation nouvelle de la guerre : ainsi, Otto Dix peint le conflit avec beaucoup d'expressivité. Le peintre allemand choisit de montrer des cadavres en putréfaction, des corps démantelés, des soldats tombés dans la folie. Son intention est de représenter l’absurdité de l’homme et de la guerre. D'autres artistes préfèrent suivre des démarches abstraites afin d’en transcender la terrible réalité : par exemple Christopher Nevinson, Explosion d’obus, 1915, conservé à la Tate Collection de Londres.
Verdun reprend des éléments caractéristiques du mouvement des Nabis, aux premier et deuxième plan : les lignes sinueuses et les arbres décharnés rappellent deux toiles de Vallotton : L'Yser et Le plateau de Bolante, peintes en 1917. La volonté de montrer une interprétation d'un paysage, de ne garder que l'essentiel et de s'éloigner de la représentation fidèle à la réalité est une caractéristique du courant artistique nabi, auquel Vallotton a participé.
Le Verdun de Vallotton peut être rapproché du tableau de Paolo Ucello La Bataille de San Romano. Le ciel bleuâtre est traité par l'artiste à la manière du sfumato de Léonard de Vinci. Les faisceaux lumineux font en effet penser aux lances présentes sur le tableau de la Renaissance. Georges Paul Leroux peint L'Enfer en 1921, conservé à l'Imperial War Museum de Londres qui reprend, de manière plus réaliste et détaillée que la toile de Vallotton, les nuages de fumées et les flammes sur le front. Il montre paysage déformé, au milieu de souches d’arbres brisés. « L’Enfer » de Georges Paul Leroux, tout comme « Verdun » de Vallotton, peuvent être interprétés comme une image anti-guerre des plus puissantes et efficaces.